# Émirat du Mont-Liban
1516 – 1840
Entités précédentes :
- Émirat du Chouf

Entités suivantes :
- Double caïmacanat

L’émirat du Mont-Liban est le nom attribué à une séquence de l'histoire du mont Liban et de ses périphéries, constitués en une entité politique relativement autonome de l'Empire ottoman et aux frontières changeantes. L'émirat n'a jamais formé une province ottomane au sens propre du terme, puisqu'il est partagé entre les pachaliks de Damas, de Tripoli puis également  de Saïda. Il se caractérise cependant par une administration ottomane indirecte qui s'y exerce via le pouvoir de familles locales ainsi que par une symbiose des deux principales communautés du Mont-Liban, les druzes et les maronites.
Formé à partir du XVIe siècle, gouverné par la dynastie des Maan (en), puis des Chehab, l’émirat disparaît vers la fin du XIXe siècle peu après la fin du règne de l’émir Bachir Chehab II. Il en émergera successivement deux entités politiques ottomanes, le double Caïmacanat et la Mutassarifiyya, elles-mêmes à la base de la création du Liban moderne, d'abord sous mandat français (Grand Liban), puis république indépendante à partir de 1943.

## Contexte historique
Le mont Liban, solide chaîne de montagnes du Proche-Orient en bordure du littoral de la mer Méditerranée, se peupla progressivement au Moyen Âge en tant que « montagne-refuge ». En effet, ses grottes et vallées furent un abri pour les communautés minoritaires persécutées ou marginalisées dans la région. Le Proche-Orient a en effet été tour à tour byzantin, puis omeyyade et abbasside après la conquête des Arabes, puis passe sous la domination des Francs à la suite des Croisades, puis des Mamelouks, et enfin des Ottomans (il le restera jusqu'au début du XXe siècle).
Protégée par un relief abrupt, la population de la montagne est organisée en un tissu très diversifié de clans et familles. Les communautés religieuses y sont dissidentes par rapport aux religions majoritaires du littoral : l'islam sunnite et le christianisme orthodoxe. Les deux principales communautés sociales et religieuses implantées dans le Mont-Liban sont alors les Maronites et les Druzes. Fuyant leurs lieux d'origine de la vallée de l'Oronte vers le VIIe siècle, accusés par les Byzantins de monothélisme puis surtout bousculés par les conquêtes islamiques, les Maronites cherchent refuge dans la partie nord du Mont-Liban. Au sud, la montagne voit arriver les Druzes, secte islamique née en Égypte et établie dans le mont Hermon. Les Druzes s'établirent surtout dans la région montagneuse du Chouf.
Cette diversité communautaire qui se retrouve alors dans le Mont-Liban n'est pas unique parmi les régions dominées par l'Empire ottoman, multiethnique et multiconfessionnel. Les communautés non musulmanes y jouissent d'une autonomie presque totale en termes de statut personnel, les Ottomans ayant systématisé les prescriptions du Coran relatives à la protection des gens du Livre (dhimma) en échange du paiement de la capitation (jizya). Cependant, la spécificité libanaise qui s'affirme à partir du XVIe siècle provient de l’émergence de « forces d’intégrations » entre les trois communautés maronite, druze et chiite. C'est la symbiose entre ces communautés qui a permis une affirmation d'un émirat de la montagne libanaise.

## Nature du pouvoir
L'émirat du Mont Liban peut être identifié à un système de fermage ottoman (iltizam) à la tête duquel domine un « gouverneur-fermier » général (l'émir) à dévolution héréditaire mais désigné par le pouvoir central ottoman. Ainsi, les dynasties des Maan et des Chehab qui se sont relayées à ce poste ne constituent pas de véritables familles princières. Et les titres d'amir (dont dérive émir), de cheikh et de bey, délivrés par les Ottomans ne sont également pas des attributs aristocratiques.
L'appellation « émirat » peut donc être trompeuse, le territoire concerné n'ayant jamais constitué une principauté, contrairement à la vision donnée par l'historiographique occidentale qui a prévalu au début du XXe siècle. L'émirat est pour les Ottomans une formule convenable d'affermage des impôts et de gestion sociale de la montagne du Mont-Liban caractérisée par une diversité communautaire. L'essentiel est que la récolte du tribut ne soit pas interrompue et que les prétentions expansionnistes des émirs restent contenues.
Une évolution est cependant perceptible entre l'époque de domination des Maan et des Chehab. En effet, à partir de 1711, les Chehab introduisent un système de cantons fiscaux dans la région du Chouf et du Kesrouan, puis dans le nord, ce qui a donné une spécificité à leur régime dans le cadre plus général de l'empire. Et, malgré la subordination de leur pouvoir à l'assentiment du pouvoir central ottoman, ils restent à la tête d'un système féodal progressivement mis en place depuis l'installation de la communauté druze dans le Mont-Liban. Cette hiérarchie féodale a été garante de la cohésion des territoires de l'émirat jusqu'en 1841, date de la création du double caïmacanat. Ainsi, sous les Chehab, l'émirat n'est toujours pas une principauté à légitimité traditionnelle mais s'en rapproche beaucoup.

## Dynastie des Maan

Drapeau des émir maanides

D’origine Arabe et de confession Druze (branche dissidente par rapport à l'islam orthodoxe), les Maan (en) constituent le clan le plus puissant de la région du Chouf. Ils s'y sont installés en 1119 avec l'aval de Togtakin (Tughtekin), vice-roi de Damas, pour faire face aux croisés qui dominent alors l'ensemble du littoral.
Fakhr-al-Din Ier (1516-1544) étend sa domination territoriale jusqu’à Tripoli au nord et Jaffa au sud. Il fait construire des édifices publics et des fortifications, activité qui laisse supposer un maintien d’un calme relatif et d’une certaine prospérité durant son règne. 
Le règne de Korkmaz Ier (1544-1585), qui succède à son père Fakhr-al-Din I, est marqué par une relation conflictuelle avec le pouvoir central ottoman. En 1585, la tension éclate à la suite de l'attaque par des pillards d'un convoi officiel transportant la récolte des impôts de Syrie et d’Égypte. L'incident, dit de la baie d’Akkar, provoque une violente réaction du pouvoir ottoman. Le sultan Murat III ordonne au gouverneur d’Égypte, Ibrahim pacha, de mener une expédition contre la montagne libanaise. L'émir Korkmaz Ier se dérobe alors dans le Chouf, où il aurait péri empoisonné.
Fakhr-al-Din II (1591-1635) est le plus connu des émirs Maanides et considéré, avec Bachir Chehab II, comme l'un des fondateurs de la future nation libanaise. Cette place privilégiée que lui donne historiographie tient au fait que son règne est la véritable première affirmation juridico-politique d'une entité libanaise au sein de l'Empire ottoman. Malgré la disgrâce de son père Korkmaz en 1585, Fakhr-al-Din II retrouve vite les faveurs du pouvoir ottoman, qui voit en lui une force locale capable de faire barrière à l'expansion de la communauté chiite dans la région.
À partir de 1590, date de sa nomination comme gouverneur du Sanjak de Sidon, Fakhr-al-Din II réussit à étendre peu à peu sa domination territoriale, profitant notamment de la mobilisation des Ottomans contre la Perse. Malgré un exil provisoire, il réussit vers la fin de son règne à contrôler un territoire couvrant l'intégralité de celui du Liban moderne.
En 1632, Fakhreddine II refuse à l’armée ottomane de prendre ses quartiers dans l’émirat. Les Turcs ayant passé outre, il les attaque et les repousse jusqu’à Damas. La dégradation de la relation avec le sultan ottoman est alors irréversible. En 1635, Fakhreddine II est capturé, puis exécuté à Istanbul.

## Dynastie des Chehab

Drapeau des émirs Chehab :
Bashir I Chehab (1697–1706)
Haidar Chehab (1706–1729)
Molham Chehab (1729–1754)
Ahmad et Mansour Chéhab (1754–1763)
Youssef Chehab (1763–1788)
Bachir Chehab II (1788–1840)
Bachir III (1841)

En 1697, le dernier émir Maan meurt sans descendance mâle. Les Ottomans, affaiblis par leurs conflits d'Europe centrale, ne rétablissent pas d’administration directe sur le Mont-Liban, mais la confient à une famille alliée des Maan, les Chéhab, qui évincent leurs rivaux, la maison chiite des Hamadé. La dynastie des Chéhab domine l’émirat jusqu’en 1840. 
Le long règne de Bachir Chehab II (1788-1840) est considéré comme l'un des plus importants de l'émirat. Bachir accède au pouvoir au terme de dix ans de luttes armées entre les Chéhab et Jazzar Ahmad Pacha, devenu en 1775 pacha (gouverneur) de Sidon. Surnommé « Le Grand », il est habile, énergique et ambitieux. Sa disparition de la scène politique marque le début d'une déstabilisation profonde du Mont-Liban, sur fond de malaise social et de tensions communautaires entre Druzes et Maronites.